# Radioaktiver Niederschlag
Radioaktiver Niederschlag (auch aus dem Englischen Fallout oder Fall-out genannt) entsteht nach einer Kernwaffenexplosion oder nach einem schwerwiegenden Kernreaktorunfall. Eine bei jeder dieser Ursachen erfolgte Explosion transportiert Staub in die Atmosphäre. Dieser Staub verteilt sich in verschiedenen Schichten und mit verschiedenen Geschwindigkeiten und Richtungen als Aerosol. Daraus entstehender Niederschlag mit Staub als Kondensationskeim wird auf der Erdoberfläche festgestellt und gemessen. Die Radioaktivität der Staubpartikel bringt eine erhebliche radioaktive Strahlenbelastung und gegebenenfalls Vergiftung (Strahlenkrankheit) mit sich.

## Schwarzer Regen
Eine Sonderform von radioaktivem Niederschlag ist der Schwarze Regen, der vor allem mit den Atombombenabwürfen auf Hiroshima und Nagasaki in Verbindung gebracht wird. Dieser hat unter anderem einen gleichnamigen Roman geprägt; er wird auch in vielen anderen Erzählungen mit dem Thema Atomkrieg erwähnt.
Die beim Zünden einer Atomwaffe freigesetzte Energie verdampft alles in ihrem Umkreis und entzündet weiter Entferntes. Die dabei entstehende Asche bzw. Rauch, hochgewirbelter Staub und der Wasserdampf vermischen sich mit den ebenfalls sublimierten radioaktiven Resten der Waffe zu einer radioaktiven Wolke, die sich beim Aufsteigen abkühlt und schließlich abregnet. Dieser radioaktive Regen ist aufgrund des hohen Aschegehalts schwarz.

## Washout
Der Washout ist eine weitere Variante des radioaktiven Niederschlags. Beim Washout fallen radioaktive Teilchen von oben auf eine Wolkendecke oder sie vereinigen sich mit den in der Wolke befindlichen Regentropfen und fallen zu Boden. Dieser Effekt kann dazu führen, dass es noch in großen Entfernungen von der Quelle bei auftretenden Niederschlägen zur Ablagerung von kontaminierten Teilchen kommt. Das verstärkt die Strahlenbelastung betroffener Lebewesen auch im Nahbereich.

## Zusammensetzung und Stärke
Zur Betrachtung von Stärke und Zusammensetzung radioaktiven Niederschlags müssen die entstandenen Mengen an Spaltprodukten (der Quellterm), die Explosionshöhe, die Verbreitung und Verteilung durch das lokale Wetter sowie die individuellen Eigenschaften der einzelnen Spaltprodukte berücksichtigt werden. Der Quellterm ist direkt proportional zum effektiv gespaltenen Uran bzw. Plutonium. Daher tragen Fusionsstufen für sich nur wenig zum Quellterm bei. Das Konzept der Salted bomb sieht die Erzeugung von besonders gefährlichen Aktivierungsprodukten wie 60Co vor, um die Umgebung möglichst effektiv zu kontaminieren.
- Bei einer klassischen Kernspaltungsbombe auf Uran/Plutoniumbasis (Atombombe) entstehen proportional zur Sprengkraft Spaltprodukte, die dann als radioaktiver Niederschlag niedergehen und die Umgebung kontaminieren können.
- Zwei-Stufen-Kernwaffen nach dem Teller-Ulam-Design erzeugen im Verhältnis zu ihrer Sprengkraft weniger radioaktive Spaltprodukte, da ein großer Teil der Sprengkraft durch die Fusionsreaktion bereitgestellt wird.
- Drei-Stufen-Kernwaffen mit einer Ummantelung aus 238U erzeugen aufgrund ihrer Größe besonders viel Spaltprodukte.
- Bei einer schmutzigen Bombe, die im engeren Sinne keine Kernwaffe ist, spricht man nicht von Fallout, sondern von lokaler Kontamination durch die beigesetzten radioaktiven Stoffe.

Die räumliche Verteilung der Spaltprodukte unterscheidet sich maßgeblich, wenn eine Kernwaffe unterirdisch, am Boden oder in großer Höhe gezündet wird. Erreicht eine unterirdische Explosion nicht die Oberfläche, so entsteht kein radioaktiver Niederschlag. Langfristig können aber die mobilen Elemente, d. h. die Edelgase und einige andere Elemente, die sich nicht chemisch im Erdreich binden, an die Oberfläche gelangen. Bei einer bodennahen Zündung wird ein großer Teil der radioaktiven Stoffe lokal abgelagert. Ein beträchtlicher Teil gelangt auch in die Atmosphäre, von wo er durch Winde und Niederschläge verteilt wird. Dabei gilt: Je höher die radioaktive Wolke aufsteigt, desto weiter verteilt sich der radioaktive Niederschlag. Da die Menge gleich bleibt, bedeutet dies eine großflächigere, aber lokal weniger intensive Strahlenbelastung. Besonders viel radioaktiver Niederschlag entsteht bei halbunterirdischen Explosionen, die zwar unterirdisch gezündet werden, bei denen aber die Wucht der Explosion den Boden bis zur Erdoberfläche durchschlägt, eine Erdfontäne erzeugt und einen Explosionskrater hinterlässt.
Die Zusammensetzung des radioaktiven Niederschlags ist vielfältig. Wesentlich sind die Produkte, die aus der Spaltung von Uran oder Plutonium entstehen. Bekannte Spaltprodukte sind Isotope der Elemente Caesium, Iod und Strontium.
Von besonderem Interesse sind die Isotope Iod-131 und Caesium-137. Ersteres, da es aufgrund der eher kurzen Halbwertszeit von 8 Tagen und der einfachen Aufnahme in den menschlichen Körper über die Atemluft in den ersten Wochen zu hohen Strahlendosen in der Schilddrüse führen kann. Zweiteres, da es wegen seiner Halbwertszeit von 30 Jahren langfristig mit hoher Intensität strahlt, sodass schon verhältnismäßig geringe Mengen eine gesundheitliche Gefährdung darstellen können.
Ursprünglich nicht radioaktive Elemente, die durch Neutroneneinfang in instabile Isotope verwandelt werden, können zum radioaktiven Niederschlag beitragen. Bei Wasserstoffbombenexplosionen wird radioaktives Tritium freigesetzt.

## Verteilung

### Verteilung bei Nuklearwaffen
Der radioaktive Niederschlag einer Atombombe kann sich über einige tausend Quadratkilometer große Gebiete verteilen. Seine Menge, Zusammensetzung und räumliche Verteilung hängt von vielen Faktoren ab:
- Wetterlage (Windverhältnisse, Luftfeuchtigkeit, Regen zum Zeitpunkt der Zündung, Lufttemperatur bzw. thermische Bedingungen u. v. m.)
- Zündungshöhe der Atombombe (die Hiroshima-Bombe wurde 580 Meter über Grund gezündet, die Nagasaki-Bombe 550 Meter über Grund)
- Explosionsstärke der Atombombe (zwei identisch konstruierte Atombomben können recht verschiedene Explosionsstärken haben)

Daneben erhöht jede oberirdische Atombombenzündung (siehe auch Atombombentest) auch die radioaktive Belastung weltweit, da Elemente mit Halbwertszeiten von mehreren Jahren sich über die Erde verteilen. Die sogenannte Hintergrundstrahlung ist durch Kernwaffentests bis heute erhöht.
Besonders in den 1950er- und 1960er-Jahren war der weltweite radioaktive Niederschlag durch die oberirdischen Atomwaffentests der USA und Sowjetunion beträchtlich, so dass die oberirdischen Tests aus Strahlenschutz-Gründen durch eine Konvention von 1963 eingestellt wurden. China führte seinen letzten oberirdischen Atombombentest 1980 durch.
Während der weltweiten oberirdischen Kernwaffenversuche von 1954 bis 1966 wurde auf dem Boden der alten Bundesländer ein Fallout von 2500 Becquerel pro Quadratmeter 90Strontium und 4000 Becquerel pro Quadratmeter 137Caesium gemessen. Ein Großteil der Ablagerungen ist auch heute noch vorhanden.

### Verteilung bei Kernkraft-Unfällen

#### Tschernobyl
Die Katastrophe von Tschernobyl von 1986 hat auch einen Fallout erzeugt, der in Mitteleuropa niederging und bis heute messbar ist. In Neuherberg bei München maß die Gesellschaft für Strahlenforschung am 26. April 1986 19.000 Becquerel pro Quadratmeter für 137Caesium – fast fünfmal so viel wie durch die Kernwaffentests. Außerdem lagerten sich pro Quadratmeter 210 Becquerel 90Sr ab. 90Sr ist ein Betastrahler mit einer Zerfallsenergie von 0,546 MeV und zerfällt mit einer Halbwertzeit von 28,78 Jahren zu 90Y, das wiederum unter Betazerfall zum stabilen 90Zr zerfällt. 90Sr ist ein häufig auftretendes Spaltprodukt bei der Kernspaltung von Uran, zum Beispiel von 235U in Kernkraftwerken.
Ursache der großräumigen Verfrachtung war der heftige Graphitbrand im Tschernobyl-Reaktor, der die radioaktiven Teilchen hoch in die Atmosphäre hinauf beförderte. Ein zwar sehr großer, aber relativ gesehen recht geringer Anteil des Fallouts ging auf die umliegenden Regionen der Ukraine, von Belarus und Russland nieder. Die Bevölkerung im unmittelbaren Nahbereich des Kernkraftwerks hatte insofern Glück, dass der Wind vor der Evakuierung von Städten wie Pripjat vor allem dünnbesiedelte Gebiete bestrich.
In Tschernobyl gab es eine sehr hohe Freisetzung, die sich stark über den Erdball ausbreitete. Bei den im Westen gängigen Leichtwasser-Reaktoren ist infolge des vorhandenen Containments in der Regel mit einer geringeren Freisetzung zu rechnen. Diese bleibt aber infolge der hier fehlenden Brand-Thermik relativ bodennah (unsichtbare Wolke) und kann damit zu höheren Strahlendosen in der Nah-Umgebung führen als in Tschernobyl.

#### Fukushima
Die Strahlungsbelastung durch die Nuklearunfälle von Fukushima ist ein wesentlicher Teil dieser Nuklearkatastrophe.

### Verteilung radioaktiver Partikel durch Brände
Während der Wald- und Torfbrände in Russland 2010 warnte das Katastrophenschutzministerium in Moskau davor, dass die Brände auf die Region Brjansk, besonders im Süden im Distrikt Nowosybkow übergehen, die bei der Tschernobyl-Katastrophe im April 1986 schwer verseucht wurden. Im schlimmsten Fall würden so erneut radioaktive Stoffe freigesetzt. Minister Sergei Schoigu warnte, dass, sollte dort ein Feuer ausbrechen, radioaktive Partikel mit dem Rauch emporsteigen und so weitere Gebiete durch radioaktiven Niederschlag verstrahlt werden könnten.
Beim ersten britischen Kernwaffentest, der Operation Hurricane, entzündeten 1952 glühende kleine Metallreste Spinifex-Gras, das auf der Insel wuchs. Die bei der Explosion entstandene atomare Wolke erreichte eine Höhe von 4500 Metern.

### Verteilung radioaktiver Partikel durch Wind
Radioaktiver Staub kann auch ohne Feuchtigkeit alleine durch Luftbewegungen große Gebiete kontaminieren. Eine solche Katastrophe ereignete sich beispielsweise 1967 bis 1968 um den ausgetrockneten Karatschai-See, der zuvor jahrelang als Lagerstätte für radioaktiven Abfall aus der kerntechnischen Anlage Majak genutzt wurde. Nach einer Trockenheit trug der Wind radioaktiven Staub von der trockengefallenen, früher vom See bedeckten Fläche weg und belastete eine halbe Million Menschen sowie eine Fläche von etwa 1.800 km² mit einer Aktivität von 600 Curie (22 Tera-Becquerel).

## Auswirkungen
Radioaktiver Niederschlag kann bei sehr hohen Dosen zur akuten und meist tödlichen Strahlenkrankheit, oder längerfristig bei kleineren, aber adäquaten Dosen zu Leukämie und Krebs (Tumoren) führen.
Die BIU veröffentlichte einen detaillierten Bericht über mögliche Auswirkungen von Kernschmelzunfällen bzw. deren radioaktiven Niederschlägen auf Menschen, Tiere und Pflanzen. Der Bericht skizziert und kommentiert die Ergebnisse der „Deutsche Risikostudie Kernkraftwerke“ – sowohl die der „Phase A“ als auch die der „Phase B“. Letztere stellten am 30. Juni 1989 der Bundesforschungsminister und die Gesellschaft für Anlagen- und Reaktorsicherheit der bundesdeutschen Öffentlichkeit vor.

## Überwachung und Information
Das Bundesamt für Strahlenschutz (BfS) in Salzgitter informiert mit tagesaktuellen Messwerten über den Strahlenpegel im Niederschlag in Deutschland. Dazu dient das bundesweite ODL-Messnetz, welches die Orts-Dosisleistung mit etwa 1700 Sonden detektiert. Die aktuellen Messwerte sind im Internet auf der Website des Bundesamtes für Strahlenschutz einsehbar.